# Liste luxemburgischer Auslandsvertretungen

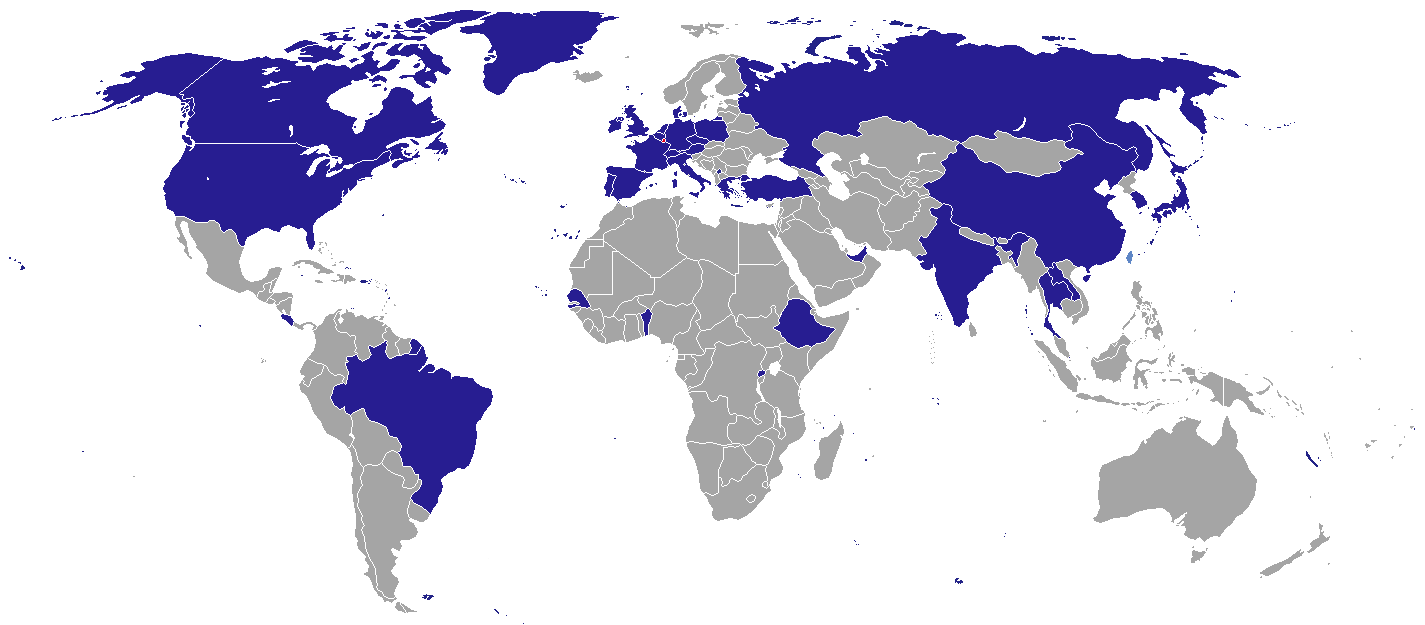
Länder mit einer luxemburgischen Auslandsvertretung

Diese Liste enthält die Luxemburgischen Auslandsvertretungen bei anderen Staaten und bei internationalen Organisationen. Honorarkonsulate wurden nicht aufgenommen.

## Diplomatische Vertretungen

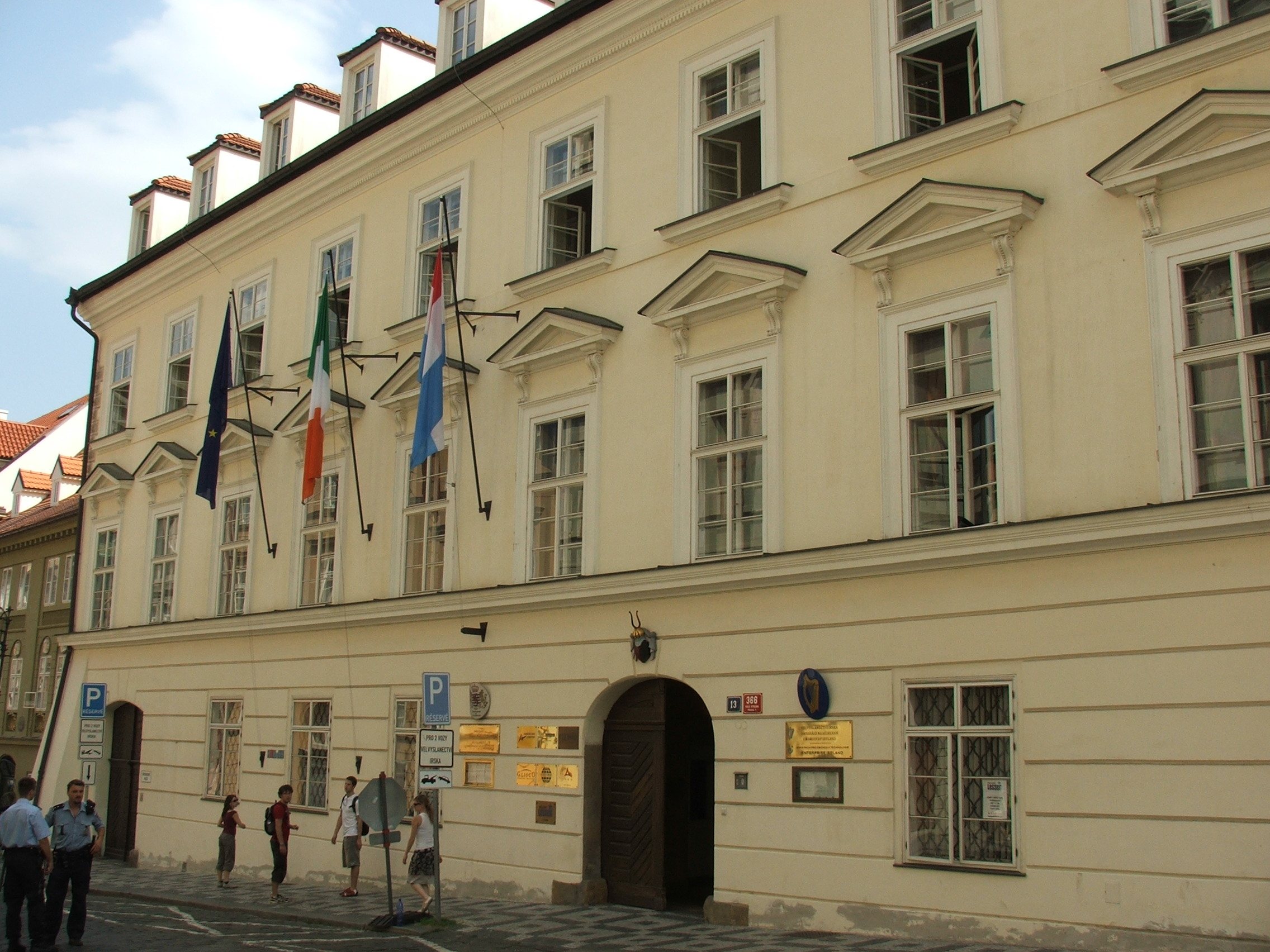
Luxemburgische Botschaft in Prag

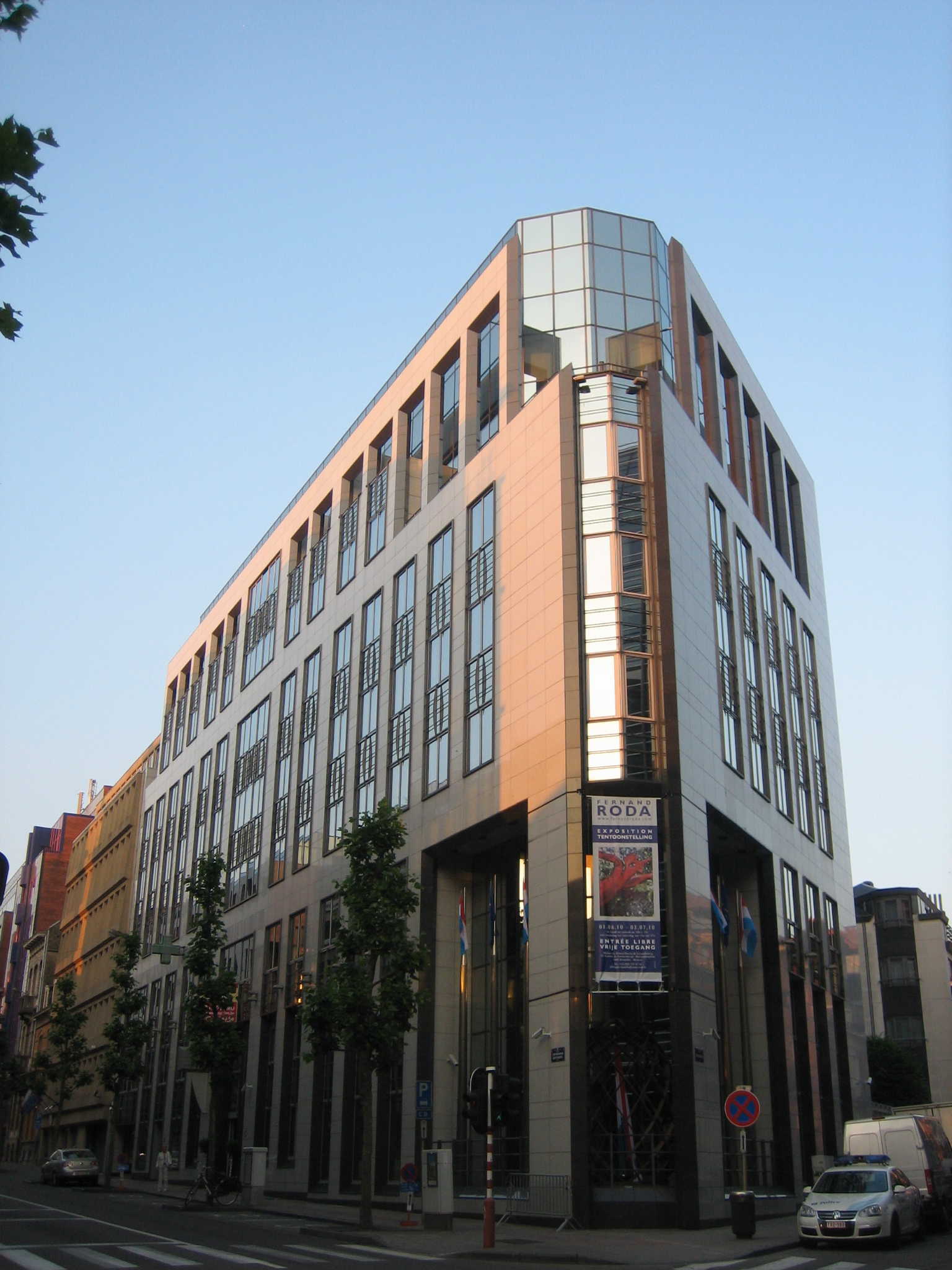
Luxemburgische Botschaft in Brüssel

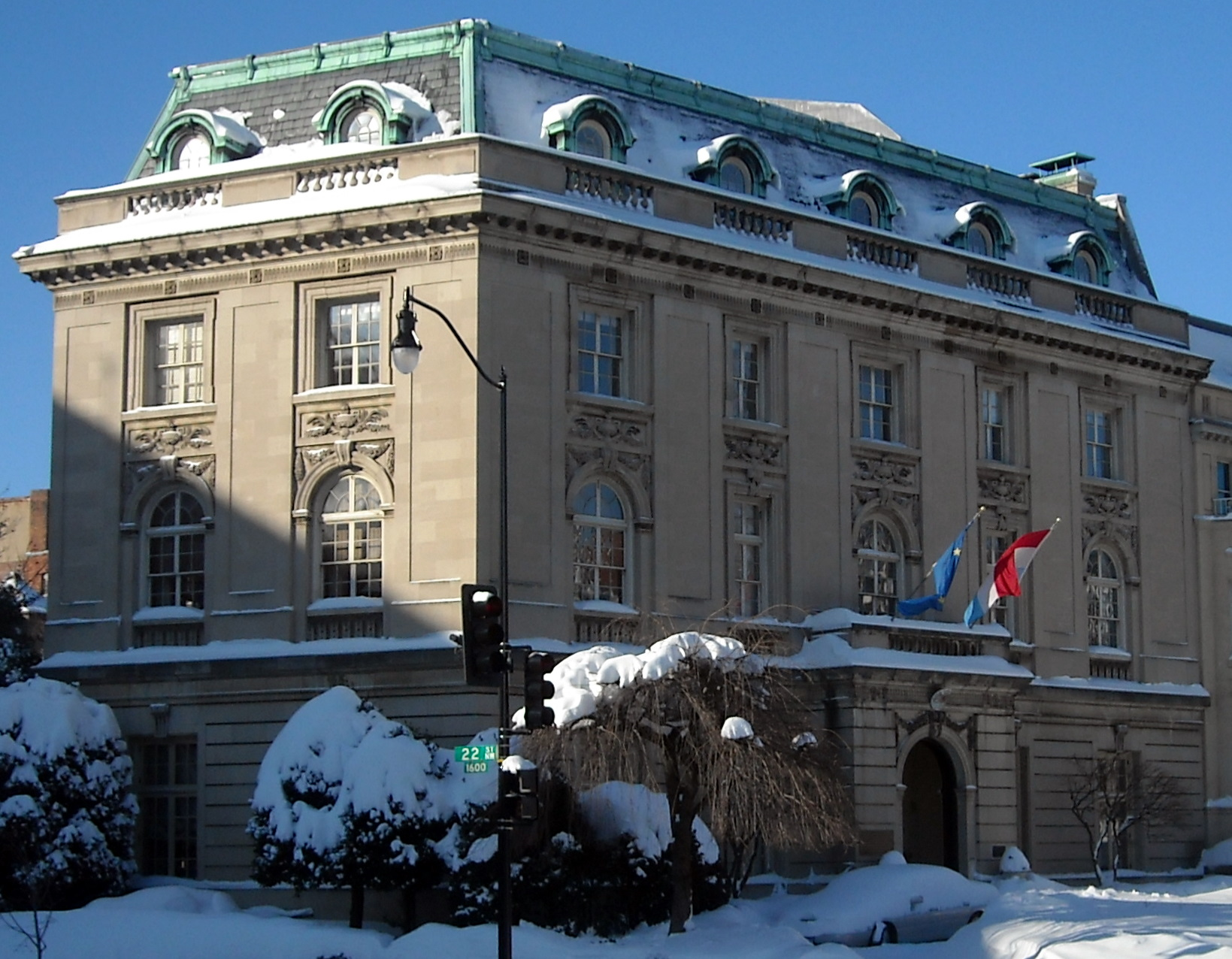
Luxemburgische Botschaft in Washington, D.C.

### Afrika
| - Äthiopien: Addis Ababa, Botschaft - Burkina Faso: Ouagadougou, Botschaft - Kap Verde: Praia, Botschaft | - Mali: Bamako, Botschaft - Marokko: Casablanca, Handelsbüro - Senegal: Dakar, Botschaft |

### Amerika
| - Kanada: Ottawa, Botschaft - Nicaragua: Managua, Botschaft - Vereinigte Staaten: Washington, D.C., Botschaft | - Vereinigte Staaten: New York, Generalkonsulat - Vereinigte Staaten: San Francisco, Generalkonsulat |

### Asien
| - Volksrepublik China: Peking, Botschaft - Volksrepublik China: Shanghai, Generalkonsulat - Indien: Neu-Delhi, Botschaft - Israel: Tel Aviv, Handelsbüro - Japan: Tokio, Botschaft | - Südkorea: Seoul, Handelsbüro - Taiwan: Taipeh, Handelsbüro - Thailand: Bangkok, Botschaft - Vereinigte Arabische Emirate: Abu Dhabi, Botschaft |

### Europa
| - Belgien: Brüssel, Botschaft - Dänemark: Kopenhagen, Botschaft - Deutschland: Berlin, Botschaft - Frankreich: Paris, Botschaft - Frankreich: Straßburg, Generalkonsulat - Griechenland: Athen, Botschaft - Italien: Rom, Botschaft - Kosovo: Pristina, Botschaft - Niederlande: Den Haag, Botschaft | - Österreich: Wien, Botschaft - Polen: Warschau, Botschaft - Portugal: Lissabon, Botschaft - Russland: Moskau, Botschaft - Schweiz: Bern, Botschaft - Spanien: Madrid, Botschaft - Tschechien: Prag, Botschaft - Türkei: Ankara, Botschaft - Vereinigtes Königreich: London, Botschaft |

## Ständige Vertretungen bei internationalen Organisationen
- Europarat: Straßburg, Ständige Mission
- Europäische Union: Brüssel, Ständige Mission
- NATO: Brüssel, Ständige Mission
- Vereinte Nationen: Genf, Ständige Mission
- Vereinte Nationen: New York, Ständige Mission
- Organisation für Sicherheit und Zusammenarbeit in Europa (OSZE): Wien, Ständige Mission
- Organisation der Vereinten Nationen für Erziehung, Wissenschaft und Kultur (UNESCO): Paris, Ständige Mission
- Ernährungs- und Landwirtschaftsorganisation der Vereinten Nationen (FAO): Rom, Ständige Mission
- AU: Addis Ababa, Ständige Mission
- Heiliger Stuhl: Vatikanstadt, Vertretung